# Daniel Provencio
Daniel 'Dani' Provencio Azcune (ur. 7 października 1987 w Madrycie) – hiszpański piłkarz występujący na pozycji pomocnika w UD Ibiza.